# Bánh sinh nhật

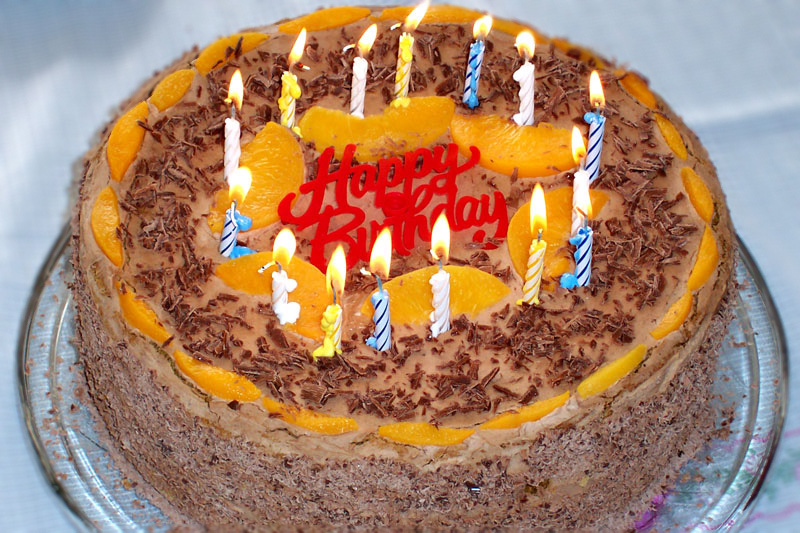
Hình ảnh bánh sinh nhật.

Bánh sinh nhật là một loại bánh thường có ý nghĩa quan trọng và đặc biệt nhất trong dịp kỷ niệm sinh nhật của người dùng. Đây là một loại bánh ngọt dạng tháp như bánh bông lan xốp và được phủ lên một lớp kem dày hoặc mỏng vừa để trang trí vừa để tăng thêm hương vị cho bánh. Bánh sinh nhật là loại bánh được trang trí công phu và phổ biến nhất trên thế giới.

## Lịch sử

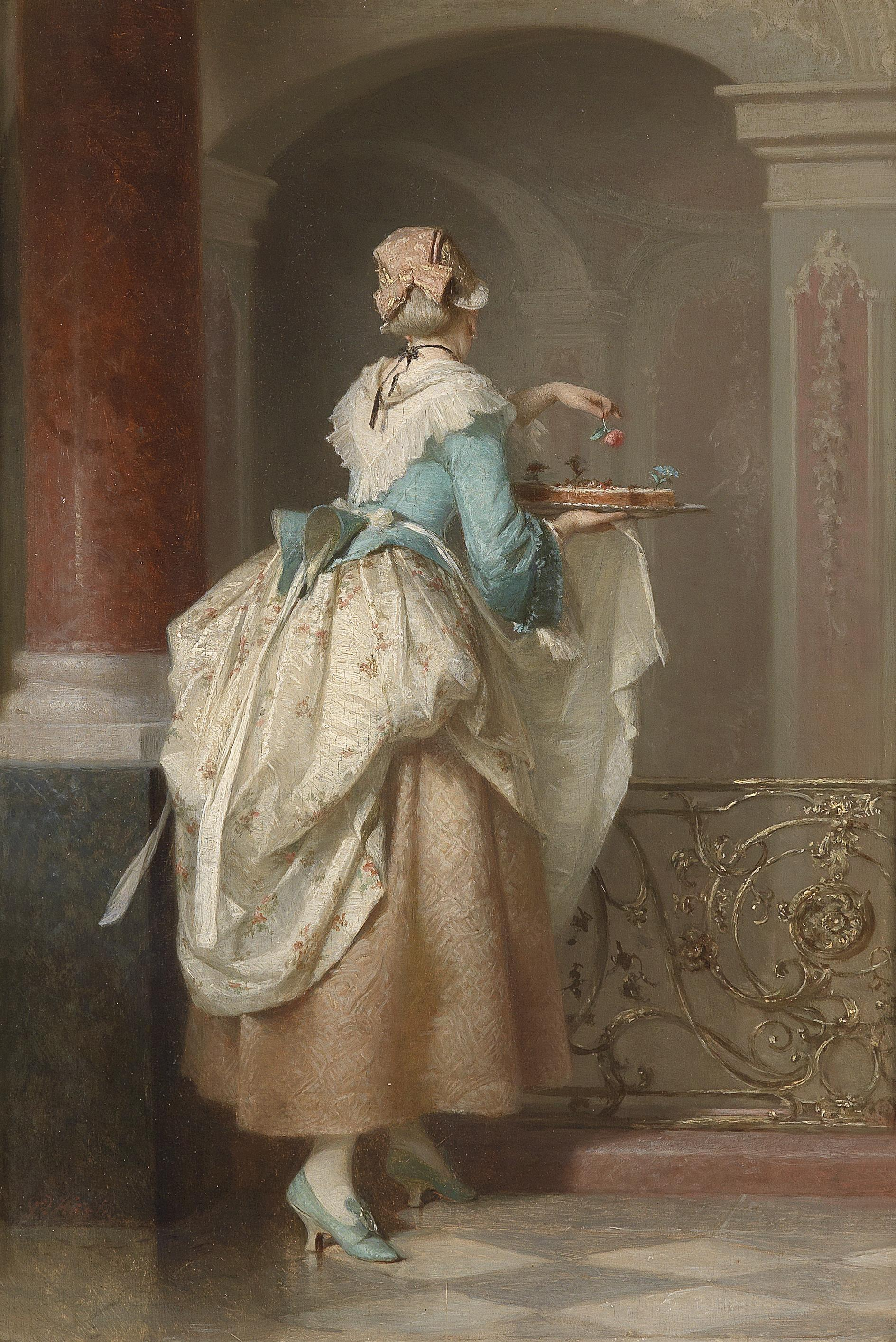
Chiếc bánh sinh nhật được vẽ bởi họa sĩ thế kỉ 19 người Đức Pancraz Körle

Bánh sinh nhật đã là một phần của ngày sinh nhật ở các nước Tây Âu từ giữa thế kỷ 19. Tuy nhiên, mối liên hệ giữa bánh và ngày sinh nhật có thể có từ thời La Mã cổ đại.
Trong văn hóa La Mã cổ điển, 'bánh ngọt' đôi khi được phục vụ trong các dịp sinh nhật đặc biệt và trong đám cưới. Đây là những hình tròn dẹt làm từ bột mì và các loại hạt, tráng men và làm ngọt bằng mật ong.
Vào thế kỷ 15, các tiệm bánh ở Đức bắt đầu tung ra thị trường những chiếc bánh một lớp cho ngày sinh nhật của khách hàng bên cạnh những chiếc bánh dành cho lễ cưới. Trong thế kỷ 17, bánh sinh nhật mang hình thức đương đại. Những chiếc bánh cầu kỳ của thế kỷ 17 này có nhiều khía cạnh của bánh sinh nhật đương đại, như nhiều lớp và có trang trí. Tuy nhiên, những chiếc bánh này chỉ dành cho những người rất giàu có. Bánh sinh nhật trở nên dễ tiếp cận với tầng lớp thấp hơn do kết quả của cuộc cách mạng công nghiệp và sự phổ biến của nhiều nguyên liệu và hàng hóa hơn. Vì vậy, nó đã trở thành văn hóa và truyền thống để chúc mừng sinh nhật với bánh ngon và những lời chúc tốt đẹp.

## Các nghi thức hiện đại

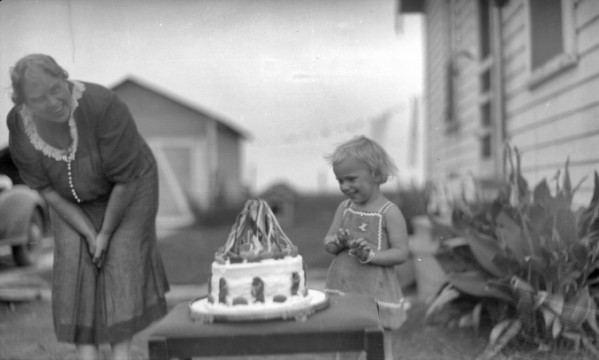
Đứa trẻ với chiếc bánh Bạch Tuyết, khoảng năm 1930–1940

Bánh sinh nhật được phục vụ cho một người vào ngày sinh nhật của họ. Trong các nền văn hóa phương Tây đương đại, chiếc bánh được phủ lên trên một hoặc nhiều ngọn nến thắp sáng.
Không có tiêu chuẩn nào cho bánh sinh nhật, mặc dù bài hát " Chúc mừng sinh nhật " thường được hát trong khi bánh được phục vụ ở các quốc gia nói tiếng Anh hoặc một bài hát sinh nhật tương đương bằng ngôn ngữ thích hợp của quốc gia đó. Cụm từ "chúc mừng sinh nhật" đã chưa xuất hiện trên bánh sinh nhật cho đến khi bài hát "Happy Birthday to You" được phổ biến vào đầu những năm 1900. Các biến thể của các bài hát và nghi lễ sinh nhật tồn tại ở nhiều nơi khác nhau trên thế giới. Ở Uruguay, khách dự tiệc chạm vào vai hoặc đầu của người đó sau khi hát "Chúc mừng sinh nhật bạn". Ở Ecuador , người có ngày sinh nhật sẽ ăn một miếng lớn chiếc bánh sinh nhật trước khi nó được phục vụ. Ở Peru, trước tiên khách hát "Happy Birthday to You" bằng tiếng Anh kèm theo tên của cá nhân có ngày sinh, sau đó bằng tiếng Tây Ban Nha, sau đó họ hát bất kỳ bài hát nào khác bằng tiếng Tây Ban Nha liên quan đến bánh hoặc ngày tháng, cuối cùng là thổi nến và phục vụ bánh.
Bánh sinh nhật thường được trang trí bằng những ngọn nến nhỏ, được cố định bằng giá đỡ đặc biệt hoặc chỉ đơn giản là ép chặt xuống. Bánh cũng có thể được ăn kèm với các loại đồ ngọt khác như kem. Ở Anh, Bắc Mỹ và Úc, số lượng nến bằng tuổi của cá nhân có ngày sinh đó, đôi khi có thêm một ngọn nến để cầu may. Theo truyền thống, người có ngày sinh sẽ ước một điều ước, điều này được cho là sẽ thành hiện thực nếu tất cả các ngọn nến được dập tắt trong một hơi thở.
Để thể hiện sự chia sẻ niềm vui và cảm giác sum vầy, chiếc bánh được chia cho tất cả các vị khách tham dự bữa tiệc.

## Nến bánh sinh nhật

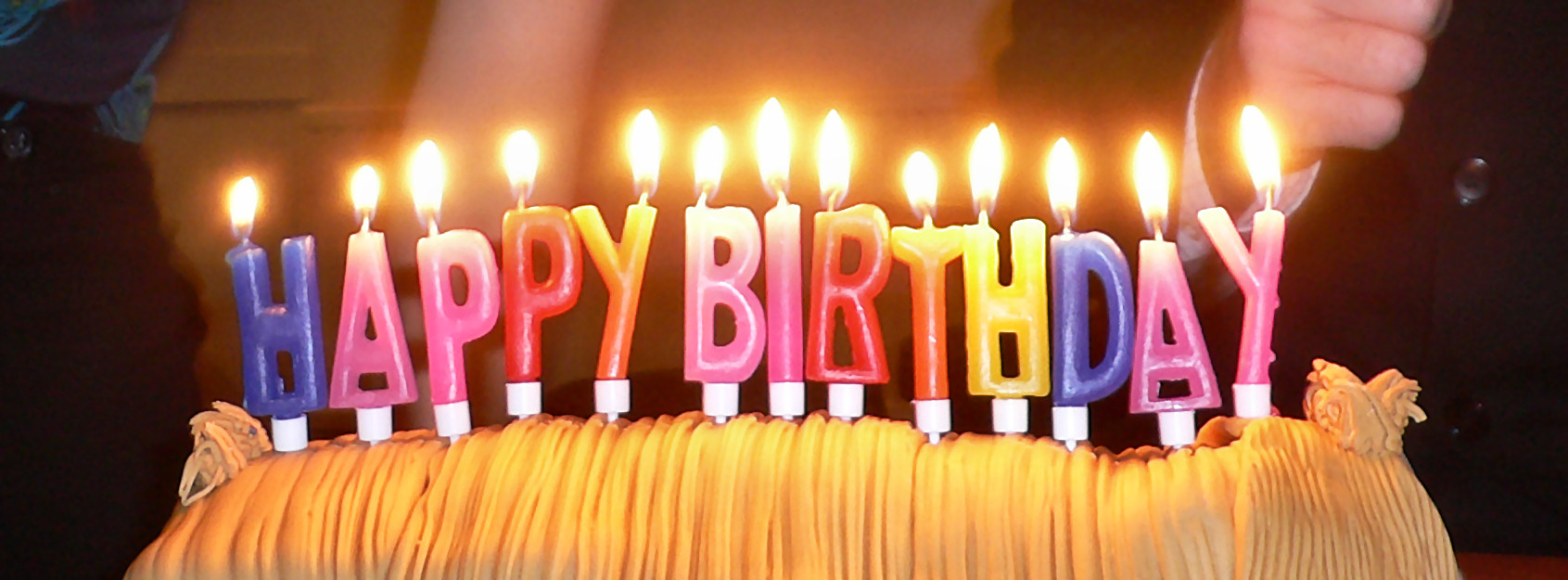
Nến chúc mừng hiện đại

Trong nhiều nền văn hóa, người được tổ chức sinh nhật được ước và thổi nến. Mặc dù nguồn gốc và ý nghĩa chính xác của nghi lễ này vẫn chưa được biết, nhưng có nhiều giả thuyết cố gắng giải thích truyền thống này.

### Truyện gốc Hy Lạp
Một giả thuyết giải thích truyền thống đặt nến trên bánh sinh nhật được cho là do những người Hy Lạp đầu tiên, những người đã sử dụng nến để tôn vinh ngày sinh của nữ thần Artemis vào ngày 6 hàng tháng âm lịch.

### Câu chuyện nguồn gốc Pagan
Việc sử dụng lửa trong các nghi lễ nhất định có từ khi tạo ra các bàn thờ. Nến sinh nhật được cho là có sức mạnh biểu tượng.
Trong quá khứ, người ta tin rằng các linh hồn ma quỷ đến thăm mọi người vào ngày sinh nhật của họ và rằng, để bảo vệ người có ngày sinh khỏi ác quỷ, mọi người phải vây quanh cá nhân đó và khiến họ vui vẻ. Những người đi tiệc gây ồn ào để xua đuổi tà ma.

### Truyện Đức

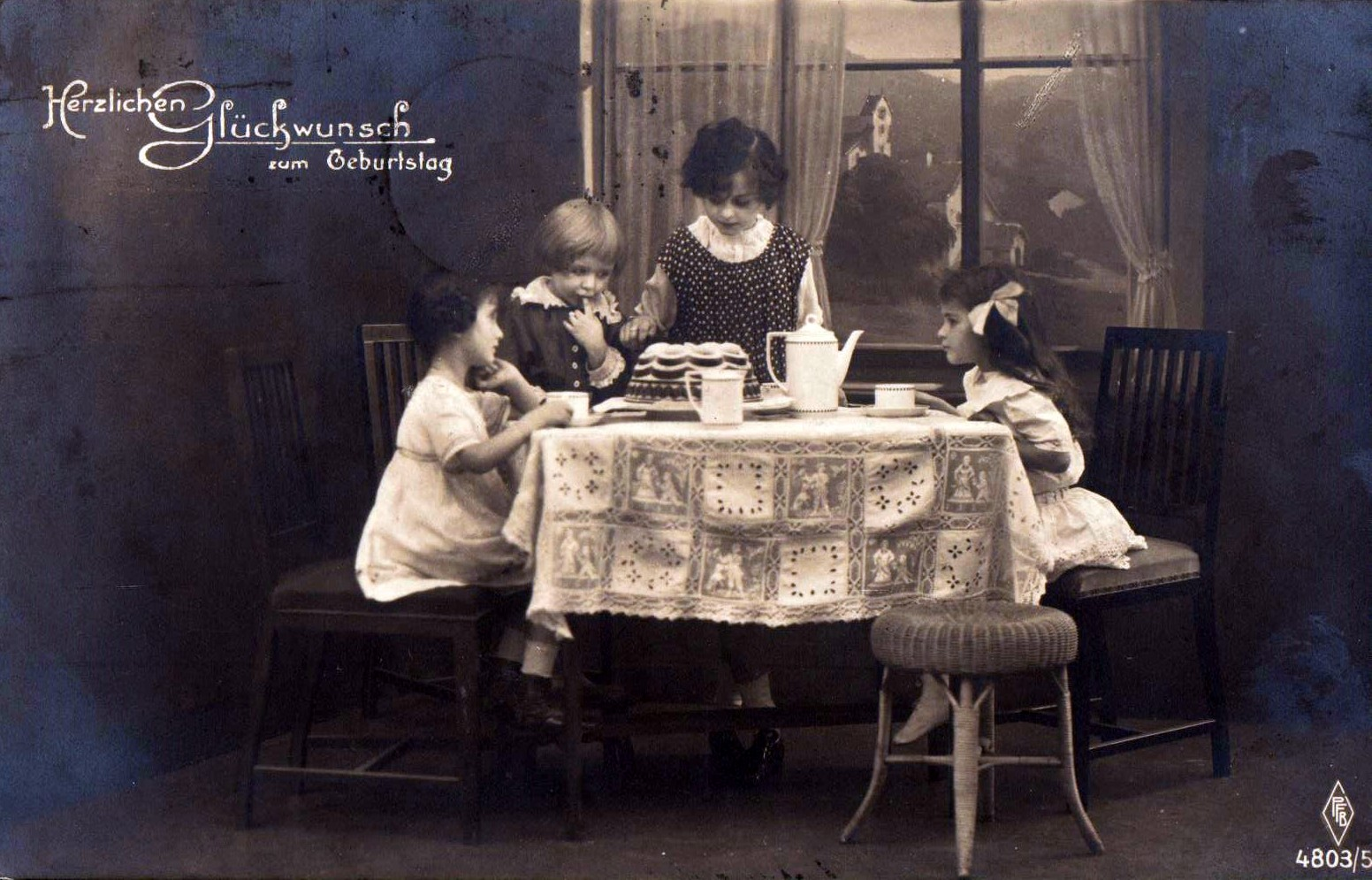
Cô gái và bánh sinh nhật. Bưu thiếp từ năm 1920

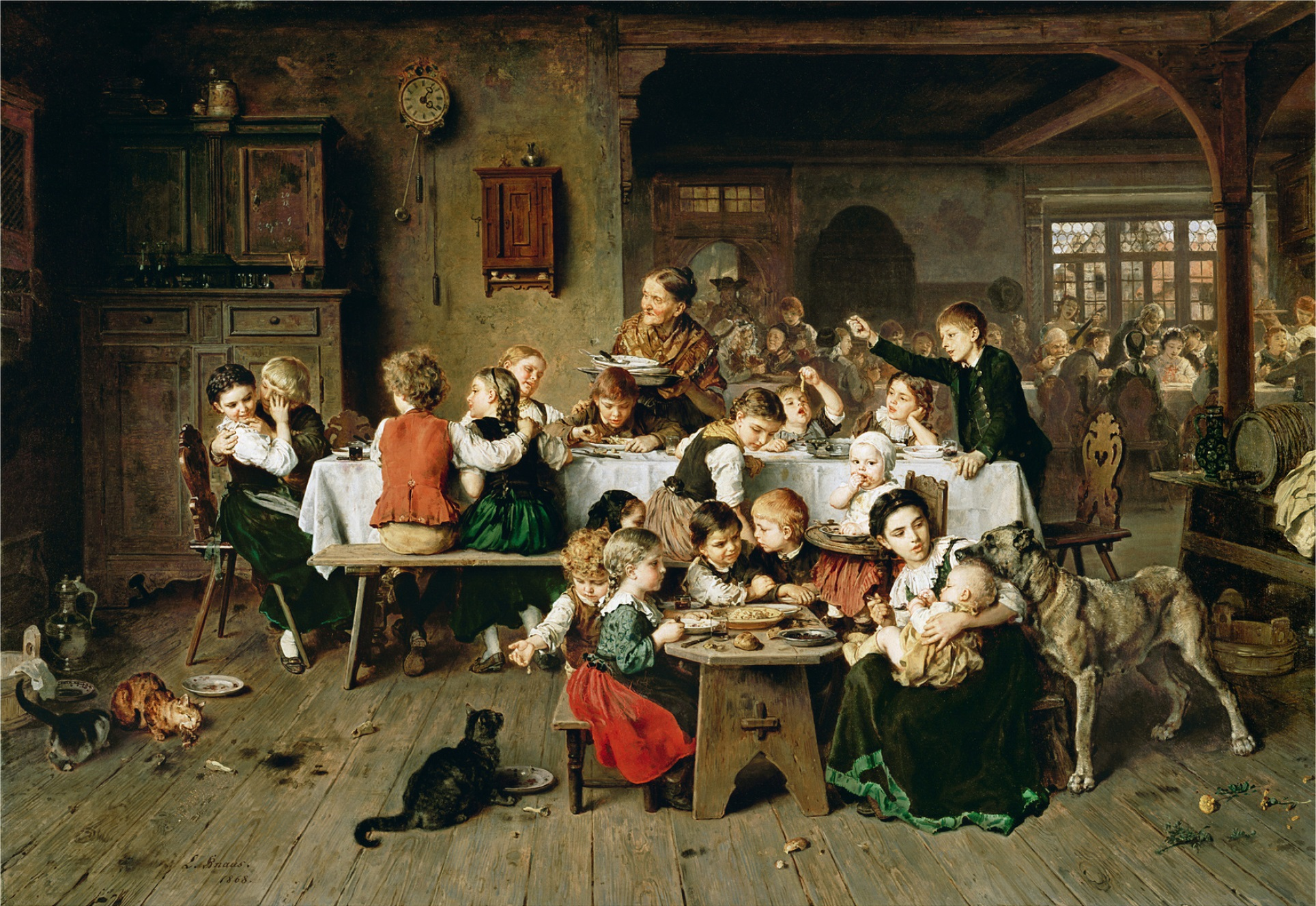
Kinder Fest.

Ở Đức vào thế kỷ 18, lịch sử của nến trên bánh có thể bắt nguồn từ Kinderfest, một lễ kỷ niệm sinh nhật dành cho trẻ em. Truyền thống này cũng sử dụng nến và bánh ngọt. Những đứa trẻ Đức được đưa đến một không gian giống như khán phòng. Ở đó, họ được tự do ăn mừng một năm nữa ở một nơi mà người Đức tin rằng người lớn bảo vệ trẻ em khỏi những linh hồn xấu xa đang âm mưu đánh cắp linh hồn của chúng. Vào thời đó, không có truyền thống mang quà đến sinh nhật; khách sẽ chỉ mang theo những lời chúc tốt đẹp cho người sinh nhật. Tuy nhiên, nếu một vị khách mang theo quà thì đó được coi là một dấu hiệu tốt cho người có ngày sinh đó. Sau đó, hoa trở nên khá phổ biến như một món quà sinh nhật.
Năm 1746, một lễ hội sinh nhật lớn được tổ chức cho Bá tước Ludwig von Zinzendorf tại Marienborn gần Büdingen . Andrew Frey đã mô tả chi tiết về bữa tiệc và đề cập rằng, "có một chiếc bánh lớn bằng bất kỳ cái lò nào có thể tìm thấy để nướng nó, và những cái lỗ được làm trong bánh, mỗi chiếc có một cây nến cắm vào đó. và một ở giữa.

### Truyện gốc Thụy Sĩ
Một tài liệu tham khảo về truyền thống thổi nến đã được ghi lại ở Thụy Sĩ vào năm 1881. Các nhà nghiên cứu của Tạp chí Folk-Lore đã ghi lại nhiều điều "mê tín dị đoan" trong tầng lớp trung lưu Thụy Sĩ. Một tuyên bố mô tả một chiếc bánh sinh nhật có những ngọn nến thắp sáng tương ứng với mỗi năm của cuộc đời. Những ngọn nến này được yêu cầu phải được thổi tắt, riêng lẻ bởi người đang được chúc mừng sinh nhật.

### Vi khuẩn
Vào tháng 6 năm 2017, các nhà nghiên cứu tại Đại học Clemson đã báo cáo rằng việc thổi nến tích tụ một số lượng lớn vi khuẩn trên bánh.

## Bánh sinh nhật ở Việt Nam
Người Việt Nam từ xa xưa không có truyền thống kỷ niệm ngày sinh mà chỉ nhớ ngày giỗ theo lịch âm. Qua một thời kỳ dài chiến tranh và cuộc sống du nhập cái mới, đại đa số người Việt cũng đã kỷ niệm ngày sinh theo nhiều cách mà phổ biến nhất cũng là bánh sinh nhật.
Bánh sinh nhật theo dòng trào lưu du nhập văn hóa phương Tây vào Việt Nam ở thế kỷ 19 với những thương hiệu nổi tiếng là Brodard (ra đời từ năm 1948) và Givral (từ năm 1950); nơi phát triển chính là thành phố Sài Gòn (thành phố Hồ Chí Minh bây giờ).
Cho đến bây giờ, ở đầu thế kỷ 21 người Việt Nam cũng đã quen với bánh sinh nhật và nó đã được coi là một loại bánh bình thường và không đến nỗi quá đặc biệt. Bánh sinh nhật giờ đây không còn quá đắt đỏ cũng như không chỉ được dùng trong dịp sinh nhật. Ta có thể dễ dàng tìm thấy cửa hàng bán bánh sinh nhật hay bánh gatô ở bất kỳ nơi nào trên tất cả các địa bàn dân sinh trên Việt Nam. Tuy vậy, việc tự làm bánh vẫn là một điều khá xa lạ với người Việt.

## Hình dạng bánh sinh nhật
Bánh sinh nhật thường có dạng hình tròn (như đã nói ở trên) nhưng vào những dịp đặc biệt cũng như khi người thợ muốn cố công tạo nên chiếc bánh kì lạ với hình dáng tùy ý.
Có hai dạng bánh sinh nhật dễ gặp nhất là dạng hình tròn và hình vuông. Bánh sinh nhật hình vuông chính là tiền thân của bánh cưới sau này. Nó thường được trang trí với màu trắng, nhiều tầng với các hình vuông theo thứ tự nhỏ dần được xếp chồng cân đối nhau. Thường bánh loại này sẽ có dây ruy băng trang trí vòng quanh thành bánh và được cô dâu chú rể cùng cầm dao cắt bánh trong tiếng mở rượu sâm banh.
Vào các ngày hội, người ta thường làm các bánh lớn với đủ hình dạng tùy theo nội dung lễ hội và yêu cầu của thực khách, đã có bánh hình ngôi nhà, công chúa, hoa, hình của người nổi tiếng hay bất cứ hình nào.

## Bánh sinh nhật ở các nền văn hóa khác nhau
Có rất nhiều biến thể của đồ ngọt được ăn trên khắp thế giới vào ngày sinh nhật. Bánh ngọt sinh nhật của người Trung Quốc là shòu bāo , một loại bánh có nhân hoa sen làm bằng bột mì, được tạo hình và tô màu cho giống quả đào. Thay vì phục vụ một chiếc bánh ngọt lớn, mỗi khách được phục vụ món shòu bão nhỏ của riêng họ. Ở miền Tây nước Nga, trẻ em sinh nhật được phục vụ bánh trái cây với lời chúc mừng sinh nhật được khắc trên vỏ bánh. Bánh sinh nhật Thụy Điển được làm giống như một chiếc bánh kem thường được phủ trên bánh hạnh nhân và được trang trí bằng quốc kỳ. Bánh ngọt sinh nhật Hà Lan là bánh tart trái cây phủ kem tươi. Ở Ấn Độ có rất ít người tổ chức sinh nhật ở các làng quê, nhưng ở các thành phố và thị trấn, bánh sinh nhật được tiêu thụ tương tự như ở các nước phương Tây, đặc biệt là ở những người có trình độ học vấn cao hơn